# Rhabdomastix leonardi
Rhabdomastix leonardi là một loài ruồi trong họ Limoniidae. Chúng phân bố ở miền Tân bắc.